# 皮氏弗列蛛
皮氏弗列蛛（学名：Phlegra pisarskii）为跳蛛科弗列蛛属的动物。在中国大陆，分布于广西等地。该物种的模式产地在越南。